# Mervyn Finlay
Mervyn Finlay, né le 17 juin 1925, et mort le 2 juillet 2014, est un rameur australien. Il participe aux Jeux olympiques d'été de 1952 dans l'épreuve du huit en aviron et remporte la médaille de bronze. Par la suite, il devient juge. Il meurt le 2 juillet 2014 à l'âge de 89 ans.

## Palmarès

### Jeux olympiques
- Jeux olympiques de 1952 à Helsinki,  Finlande
  -  Médaille de bronze.